# Paul Picard
Pour les articles homonymes, voir Picard (homonymie).
Paul Picard est un homme politique français né le 10 décembre 1909 à Saint-Nicolas-de-Macherin et mort le 8 avril 2008 à Guilherand-Granges (Ardèche). 

## Détail des fonctions et des mandats
Mandat parlementaire
- 6 mai 1967 - 30 mai 1968 : Député de la 4e circonscription de l'Isère remplaçant Raymond Tézier décédé.

## Annexe